# Spodnja Kostrivnica
Spodnja Kostrivnica je naselje v Občini Rogaška Slatina. Nahaja se na južnem vznožju Boča.